# Spáňov (przystanek kolejowy)
Spáňov – przystanek kolejowy w Spáňovie, w kraju pilzneńskim, w Czechach. Położony jest na wysokości 445 m n.p.m.
Na przystanku nie ma możliwości kupienie biletu, a obsługa podróżnych odbywa się w pociągu. 

## Linie kolejowe
- 185 Horažďovice předměstí - Domažlice